# Brothers of Grief
Brothers of Grief är det svenska metalbandet The Citadels första fullängdsalbum. Det släpptes på bolaget GMR Records i augusti 2007.

## Låtlista
1. "Brothers of Grief"
2. "The Creeper"
3. "Call of the Gods"
4. "The Union"
5. "Evil Kingdom"
6. "Sleeping in Reality"
7. "In the Ashes of a Dream"
8. "Word of Silence"
9. "Hammer of Divine"
10. "The Play"